# Thomasville (Georgia)
Thomasville è una città degli Stati Uniti d'America, situata nella contea di Thomas nello Stato della Georgia.